# Louis Hinnant
Louis Hinnant (ur. 5 maja 1984) – amerykański koszykarz. Obecnie bez klubu.
Zimą 2011 przebywał na testach w Anwilu Włocławek. Latem podpisał kontrakt z włocławskim zespołem. Po kilku miesiącach został zwolniony z powodu słabej dyspozycji. Nie zdążył zagrać żadnego spotkania w polskiej lidze.